# ايزابيلا باراسولي
ايزابيلا باراسولي (غالبا في الفترة ما بين 1570 – 1620) فنانة إيطالية تشكيلية كانت تقوم بالحفر على الخشب في أواخر عصر التكلف وبداية عصر الباروك.
ولدت ونشأت في روما. تزوجت من الفنان الحفار ليوناردو نورسيني، الذي تولى أكثر تميزا اسم العائلة زوجته. أختها، جيرمينيا باراسولي، حيث كانت أيضا حفارة وقدمت قطع خشبية من معركة أنطونيو تمبيستا. أعدمت إيزابيلا عدد من النباتات العشبية ، نشرت تحت إشراف فيديريكو سيزيتش، من أكواسبارتا.
نشرت كتابا في 1597 دعا ستوديو ديلي فارتوسي نوتردام، مخصصة لخوانا دي أراغون ذ كاردونا (1575-1608)، وعام 1616 وقالت انها نشرت كتاب آخر على أساليب الدانتيل العمل والتطريز، مع تخفيضات الزينة، والتي كانت تحفر منها التصاميم الخاصة. كرست هذا الكتاب لاليزابيث الفرنسية (1602-1644)، وتسمى نفسها أيضا إليزابيتا حسب المؤلف.
أصبح ابنها برناردينو باراسولي تلميذ من جوزيبي سيزاري، لكنه توفي في شبابه. كانت تعمل في روما حوالي 1600، وتوفيت هناك في عامها ال50.